# KkStB 92
Die Dampflokomotiven der Reihe 92 waren Schlepptenderlokomotiven der k.k. Staatsbahnen (kkStB).

## Geschichte
Die Zweizylinder-Nassdampf-Lokomotiven mit der Achsformel C wurden von der Wiener Neustädter Lokomotivfabrik in den Jahren 1876 bis 1889 geliefert.
Die Maschinen mit den Nummern 92.01–06 übernahm die kkStB von den Niederösterreichischen Südwestbahnen, bei denen sie als Serie A die Nummern 1A–6A hatten, bei deren Verstaatlichung.
Die 92.07-16 waren eigentliche kkStB 92-Lokomotiven, die u. a. für die Mährische Westbahn beschafft wurden.
Die Maschinen wurden nach 1887 neu bekesselt (vgl. Tabelle).
Nach dem Ersten Weltkrieg übernahm die BBÖ die Loks mit den Nummern 92.01–09 unter Beibehaltung der Reihen- und Ordnungsnummer. Die sieben Maschinen der Mährischen Westbahn verblieben bei den Tschechoslowakischen Staatsbahnen (ČSD). Sie erhielten dort 1925 die neuen Nummern 321.001 bis 321.007.
Die BBÖ vermietete die Loks der Reihe 92 mit den Nummern 01, 02, 05, 06 und 08 in den Jahren 1927 bis 1931 an die GySEV.
Die 92.07 wurde an die Firma Krupp in Berndorf als Werklok vermietet.
Die letzte Lokomotiven dieser Reihe wurden 1939 ausgeschieden. Museal blieb keine erhalten.
Die Lokomotiven der NÖSWB Serie A waren mit Tendern der NÖSWB Serie A gekuppelt.